# Hans Martin Fricke
Hans Martin Fricke (* 11. September 1906 in Oldenburg (Oldenburg); † 6. Dezember 1994 ebenda) war ein deutscher Architekt.

## Leben
Hans Martin Fricke studierte von 1922 bis 1925 am Staatlichen Bauhaus in Weimar und war dort mit 16 Jahren einer der jüngsten Studierenden sowie mit 18 Jahren einer der jüngsten Absolventen. Er gehörte mit Karl Schwoon, Hermann Gautel und Hin Bredendieck zu einer Gruppe von Bauhäuslern aus Ostfriesland und dem Oldenburger Land. Nach dem Vorkurs bei Johannes Itten wechselte er in die Tischlerei-Werkstatt. Nach seinem Abschluss 1925 nahm Fricke an der Ingenieurakademie Oldenburg Unterricht im Fach Architektur. 1927/1928 war er als Architekt des städtischen Bauamts in Oldenburg tätig. 1928/1929 war er in der Zweigstelle Bremen der Wohnungsfürsorgegesellschaft Niedersächsische Heimstätte für die Provinz Hannover angestellt. Hier entwarf er Wohnhäuser und erstellte Bebauungspläne für Wohnsiedlungen. 1929 bis 1931 war er Mitarbeiter des Bremer Architekten Rudolf Jacobs. Bis zum Ende der 1920er Jahre plante und baute er Gebäude in der Formensprache des Neuen Bauens, um dann politisch und gestalterisch nationalsozialistische Vorstellungen zu vertreten. Ab 1935 war er Landesleiter im Gau Weser-Ems der Reichskammer der bildenden Künste und ab 1941 Vorsitzender im Oldenburger Kunstverein. 1942 und 1943 leistete er Kriegsdienst. Von 1943 bis 1945 war er Stabsfrontführer der Organisation Todt.
Zwischen 1945 und 1976 war Fricke als freier Architekt in Oldenburg tätig. Von 1953 bis 1976 war er Vorsitzender des Bundes Deutscher Architekten der Region. Eine Ehrenmitgliedschaft in den 1980er Jahren wurde ihm nicht verliehen, nachdem eine öffentliche Diskussion um seine politische Vergangenheit in der Zeit des Nationalsozialismus entstanden war.

## Werk
- um 1922: architektonischer Entwurf „Roter Würfel“ (Klassik Stiftung Weimar)
- 1922/1923: abstrahierende Farb- und Formstudie (Klassik Stiftung Weimar)
- 1922/1923: abstrahierende Komposition (Klassik Stiftung Weimar)
- 1922/1923: abstrahierende Farb- und Formstudie (Klassik Stiftung Weimar)
- 1923: Exlibris (Klassik Stiftung Weimar)
- 1925: Teetisch (Klassik Stiftung Weimar)
- 1928: Gebäude der Ziegenbockstation in Osterholz-Scharmbeck
- 1953–1954: Fabrikgebäude der Rollofabrik Justin Hüppe in Oldenburg[2]
- 1954–1955: Bürogebäude der Bauunternehmung Ludwig Freytag in Oldenburg, Altburgstraße 17
- 1956: Gebäude der Allgemeinen Ortskrankenkasse in Oldenburg
- 1957: Modehaus Peter Schütte in Oldenburg

## Ausstellungen
- Der Bauhäusler Hans Martin Fricke – Möbeldesign, Architektur, freie Kunst im Schiller-Museum Weimar (Klassik Stiftung Weimar) vom 16. Dezember 2016 bis 12. März 2017